# Ashburton, Devon
Ashburton är en ort och civil parish i grevskapet Devon i sydvästra England. Orten ligger i distriktet Teignbridge, 32 kilometer nordost om Plymouth och 27 kilometer sydväst om Exeter. Tätorten (built-up area) hade 3 346 invånare vid folkräkningen år 2011. Ashburton nämndes i Domedagsboken (Domesday Book) år 1086, och kallades då Essebretone/Essebretona.